# Kristiansund BK
A Kristiansund BK egy norvég első osztályú labdarúgócsapat Kristiansund városában. A klub stadionja a Kristiansund Stadion, amely 4444 fő befogadására alkalmas.
A klubot 2003-ban két rivális kristiansundi csapat (Kristiansund FK, Clausenengen FK) egyesítésével jött létre.
2016-ban feljutott az első osztályba. Két évvel később, a 2018-as szezonban az ötödik helyig jutottak.

## Jelenlegi keret
2022. január 18. szerint.
| #  |     | Poszt | Név                   |
| -- | --- | ----- | --------------------- |
| 1  | IRL | K     | Sean McDermott        |
| 2  | NOR | V     | Snorre Strand Nilsen  |
| 3  | NOR | V     | Christoffer Aasbak    |
| 4  | NOR | V     | Henrik Gjesdal        |
| 5  | NOR | V     | Dan Peter Ulvestad    |
| 6  | NOR | V     | Andreas Hopmark       |
| 7  | NOR | KP    | Torgil Øwre Gjertsen  |
| 8  | NOR | KP    | Sander Kartum         |
| 10 | SWE | KP    | Liridon Kalludra      |
| 11 | NOR | CS    | Moses Mawa            |
| 13 | NOR | CS    | Bendik Bye            |
| 14 | NOR | KP    | Jesper Isaksen        |
| 15 | NOR | CS    | Mikkel Rakneberg      |
| 17 | ISL | CS    | Brynjólfur Willumsson |
| 18 | NOR | V     | Sebastian Jarl        |
| 19 | SEN | V     | Aliou Coly            |

| #  |     | Poszt | Név                    |
| -- | --- | ----- | ---------------------- |
| 21 | SEN | KP    | Amidou Diop            |
| 23 | ETH | CS    | Amin Askar             |
| 24 | GHA | KP    | David Agbo             |
| 25 | GHA | V     | Isaac Annan            |
| 26 | NOR | V     | Max Normann Williamsen |
| 29 | CMR | CS    | Faris Pemi Moumbagna   |
| 30 | SEN | K     | Serigne Mbaye          |
| 31 | NOR | CS    | Leander Alvheim        |
| 35 | NOR | V     | Isak Aalberg           |
| 36 | NOR | V     | Bendik Brevik          |
| 37 | NOR | CS    | Oskar Sivertsen        |
| 38 | NOR | CS    | Marius Weidel          |
| 40 | NOR | K     | Adrian Sæther          |

## Vezetőedzők
| Kristiansund BK vezetőedzői 2003-tól |
| --- |
| - Erik Brakstad (2003. november 17 – 2005 október) - Ole Gunnar Iversen (2006 január – 2006 október) - Geir Midtsian (2006 október – 2011. július 18.) - Erling Moe (2011. július 25. – 2011 október) - Geir Bakke (2012. január 1. – 2013 november) - Christian Michelsen (2014. január 1. – jelenleg is) |

## Fordítás
Ez a szócikk részben vagy egészben  a   Kristiansund BK című angol Wikipédia-szócikk fordításán alapul.  Az eredeti cikk szerkesztőit annak laptörténete sorolja fel. Ez a jelzés csupán a megfogalmazás eredetét és a szerzői jogokat jelzi, nem szolgál a cikkben szereplő információk forrásmegjelöléseként.